# Cantón de Champagnac-de-Belair
El cantón de Champagnac-de-Belair era una división administrativa francesa, que estaba situada en el departamento de Dordoña y la región de Aquitania.

## Composición
El cantón estaba formado por nueve comunas:
- Cantillac
- Champagnac-de-Belair
- Condat-sur-Trincou
- La Chapelle-Faucher
- La Chapelle-Montmoreau
- La Gonterie-Boulouneix
- Quinsac
- Saint-Pancrace
- Villars

## Supresión del cantón de Champagnac-de-Belair
En aplicación del Decreto n.º 2014-218 de 21 de febrero de 2014, el cantón de Champagnac-de-Belair fue suprimido el 22 de marzo de 2015 y sus 9 comunas pasaron a formar parte del nuevo cantón de Brantôme.